# Nagasaki
Nagasaki (AFI: /naˈŋasaki/, ; in giapponese 長崎市?, Nagasaki-shi, lett. "lungo promontorio"; raramente italianizzata in Nagasachi, /naɡaˈzaki/) è una città giapponese capoluogo dell'omonima prefettura, situata sulla costa sud-occidentale della grande isola di Kyūshū.
Fu teatro del secondo bombardamento atomico (tre giorni dopo Hiroshima) inferto dagli Stati Uniti d'America al Giappone sul finire della seconda guerra mondiale, il 9 agosto 1945, che portò alla resa meno di una settimana dopo.

## Geografia fisica
Nagasaki si estende al centro di una lunga baia, che rappresenta il miglior porto naturale dell'isola di Kyūshū, situata nel sud del Giappone. La città dà anche il nome alla più estesa Penisola e Prefettura, che comprende altre località, la cui più importante rimane la Penisola e città di Shimabara, situata più a est.
A nord (distretto di Nishisonogi), Nagasaki confina con la cittadina costiera di Nagayo, che si affaccia sulla baia di Ōmura. A ovest invece, la città si affaccia sulla baia di Sumo-nada, che prosegue verso sud, puntando verso il Mar Cinese Orientale. Qui si trovano anche i parchi naturali della penisola di Nomozaki (a sud-ovest) e quello di Nomohanto, nell'isola di Kaba.
Il centro residenziale e commerciale di Nagasaki si affaccia sulla frastagliata insenatura portuale, dove sfocia il fiume Urakami, in un avvallamento circondato da monti, tra cui il Kazaghiva, Ontake, Kotonoodake, Kokuzo, Hachiro, etc. La forte irregolarità della costa permette anche la presenza di molte isole, quali, ad esempio, Kami-soshiki, Shimo-Koshiki a ovest, Shimoshima e Ueshima a sud. Più a est, la città è tagliata dal fiume Hachiro. L'area più densamente edificata è limitata dalla conformazione territoriale a circa 6 km quadrati.

## Storia
Il nucleo più antico di Nagasaki si sviluppò nella parte occidentale della penisola, a partire dall'XI secolo circa, da un villaggio
anticamente chiamato Fukaeno-ura, essenzialmente basato sulla pesca. Rapidamente divenne un riferimento portuale per l'isola, tanto da espandersi anche nell'entroterra, coi nomi di Tama-no-ura e Nigitatsu.
Durante il periodo Kamakura (XIII secolo), la cittadina fu poi infeudata all'omonima famiglia Nagasaki, ma già nel 1568 il daimyō Ōmura Sumitada, convertitosi dallo shintoismo al cristianesimo, la aprì al commercio con il Portogallo, aprendo il periodo del commercio Nanban e rendendola così un porto a livello internazionale e la città che risentì maggiormente dell'influenza europea e cattolica nel Giappone feudale.
Con l'ascesa al potere dello shōgun Toyotomi Hideyoshi, che mal tollerava i cristiani, Nagasaki fu teatro dell'uccisione dei famosi ventisei santi martiri il 5 febbraio 1597. Proibito il cristianesimo negli anni successivi, Nagasaki divenne ancora teatro della nota Rivolta di Shimabara avvenuta nel 1637. A seguito della repressione di quel periodo molti cristiani si diedero alla clandestinità e la regione di Nagasaki divenne la principale area di diffusione dei kakure kirishitan, come testimoniano i molti siti cristiani nascosti dell'area.

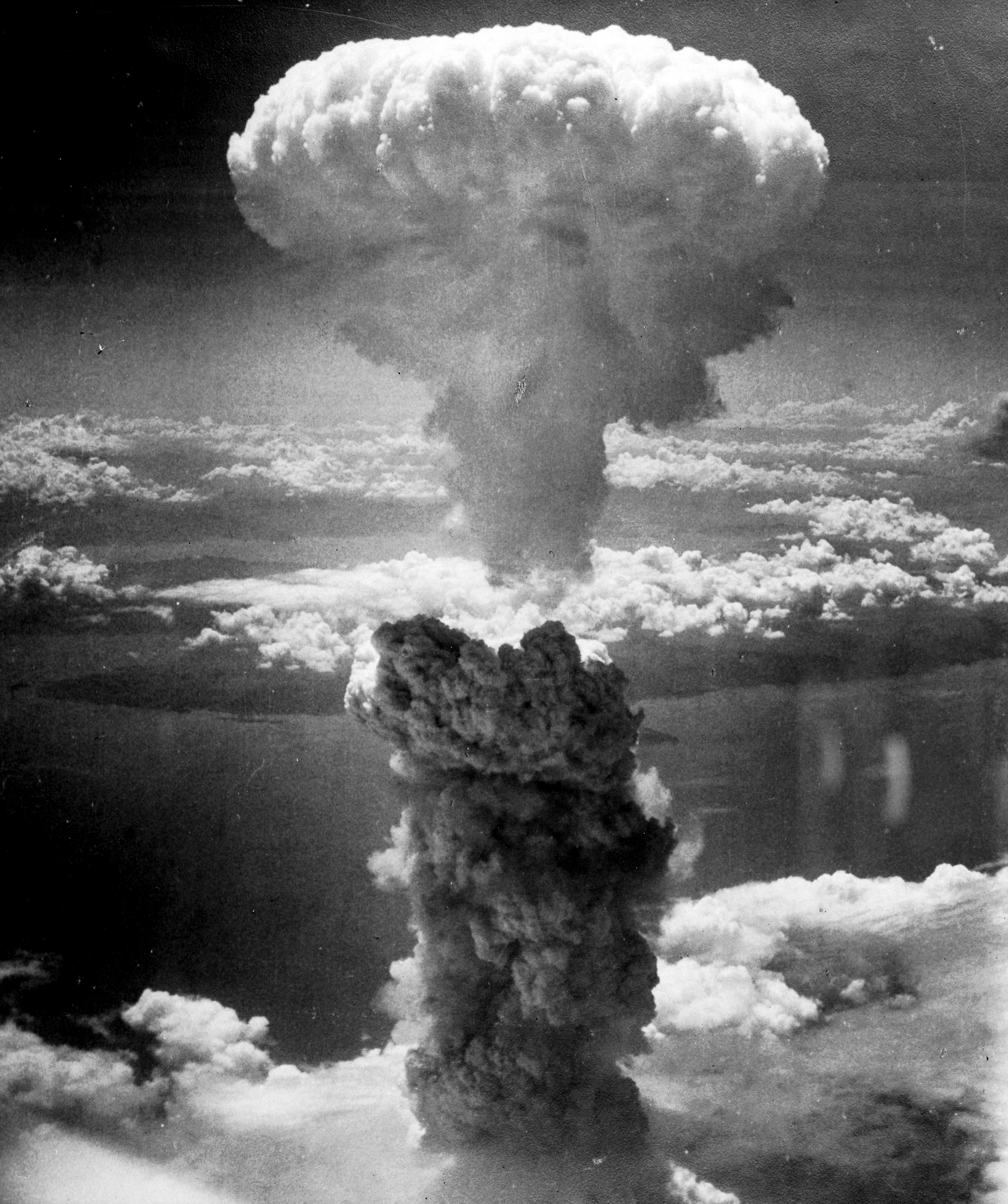
Il "fungo atomico" di Nagasaki.

Il commercio portuale di Nagasaki con l'Europa (soprattutto Paesi Bassi e Inghilterra), ritornò fiorente lungo tutto il XVII secolo, grazie ad accordi commerciali internazionali non influenzati dalle fedi religiose, questo almeno fino alla Restaurazione Meiji (1867), che riaprì totalmente alle libertà religiose e fece di Nagasaki il centro del cattolicesimo giapponese.
A partire dallo stesso periodo e con l'inizio del Novecento, la città subì un importante slancio economico, soprattutto nei settori industriale, chimico e siderurgico. Le principali zone industriali si insediarono quindi sulla costa orientale e nella valle del fiume Urakami, mentre le aree residenziali si estesero sulle colline.

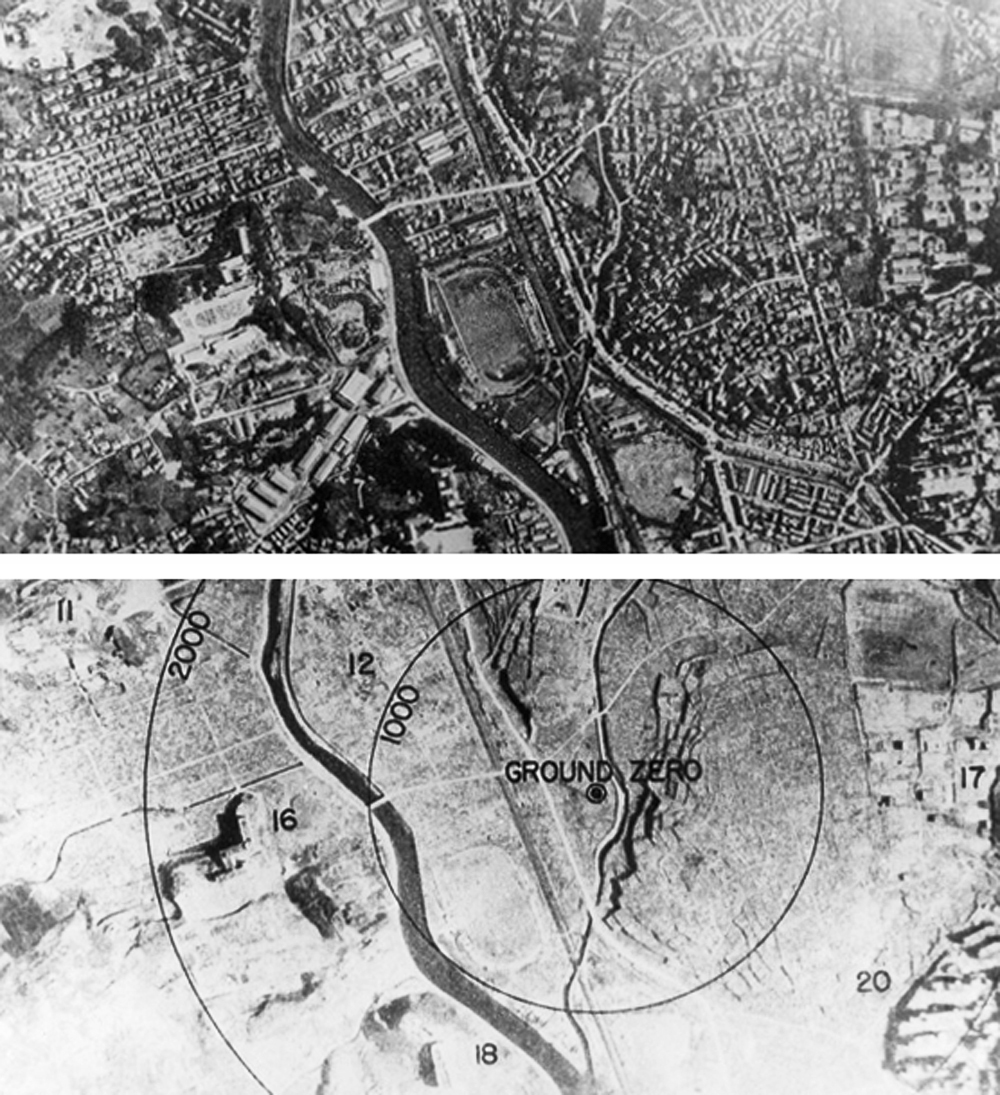
Pianta della città prima e dopo l'esplosione della bomba atomica.

A causa del fatto che la zona industriale di Nagasaki si trovava a circa 4 km a ovest dal nucleo urbano, le vittime civili del bombardamento, pur numerose, furono inferiori rispetto a Hiroshima. Sempre grazie al fatto dell'utilizzo di un modesto quantitativo di plutonio utilizzato per l'esplosione nucleare (poco più di 6 kg), l'inquinamento nucleare successivo fu limitato, permettendo così una rapida ricostruzione della città, a partire dal 1949 circa.
La ricostruzione postbellica della città fu nuovamente improntata più sull'economia commerciale portuale che sullo sviluppo industriale. Furono ricostruiti i templi buddhisti e shintoisti, quindi nuove chiese cattoliche, mentre furono lasciate alcune macerie e piccoli monumenti come memoria storica della bomba, il più importante il santuario di Sannō Jinja.

A partire dagli anni sessanta circa, la città ebbe una nuova forte espansione urbana e demografica; nel 2005, alcune cittadine della prima cintura di Nagasaki furono inglobate amministrativamente nella città stessa.

## Monumenti e luoghi d'interesse

### Architetture religiose
Sōfuku-jitempio zen della scuola Ōbaku, fa parte dei monumenti storici giapponesi.

## Società

### Evoluzione demografica
Nel 2007 la popolazione risultava di 448 965 abitanti e il territorio occupato in totale di 406,36 km quadrati, facendone una città di notevoli dimensioni, in proporzione alla densità di popolazione, secondo i parametri giapponesi.

## Amministrazione

### Gemellaggi
- Hiroshima
- Porto, dal 1978[5]
- Fuzhou

## Nagasaki nei media
- La Madama Butterfly di Giacomo Puccini è ambientata a Nagasaki.